# トロール (駆逐艦)
トロール (KNM Troll) はノルウェー海軍の駆逐艦。ドラグ級。ノルウェー海軍向けに建造された2隻目の駆逐艦である。

## 艦歴
ホルテン工廠で建造。1910年7月7日進水。1912年3月13日就役。
ドイツ軍がノルウェーに侵攻した1940年4月9日には、トロールはMåløyに配備されていた。それ以後、トロールはソグネフィヨルドで行動した。5月1日にソグネフィヨルドのノルウェー軍が降伏を始めると、トロールはイギリスへ向かうよう命じられた。しかし、乗組員や石炭の不足のためそれは不可能であった。それ故、トロールは5月4日にFlorøで軍艦旗を降ろした。放棄された艦は5月18日にドイツが接収した。
ドイツは上部構造物をすべて撤去し、蒸留艦および蒸気供給艦として、1941年から1945年にノルウェーに返還されるまでベルゲン近くのLaksevåg造船所で使用された。艦名は変更されなかった。
戦後ノルウェーの手に戻ったが、もはや運用可能な状態ではなく1949年にスクラップとして売却された。

## 文献
- Abelsen, Frank (1986) (Norwegian and English). Norwegian naval ships 1939-1945. Oslo: Sem & Stenersen AS. ISBN 82-7046-050-8